# Obični jorgovan
Obični jorgovan (lat. Syringa vulgaris)  je biljka cvjetnica iz obitelji maslinovki, porijeklom s Balkanskog poluotoka, gdje raste na stjenovitim brdima. Široko se uzgaja kao ukrasna biljka i naturalizirana je i u drugim dijelovima Europe (uključujući Ujedinjeno Kraljevstvo, Francusku, Njemačku i Italiju), kao i u velikom djelu Sjeverne Amerike. 

## Opis
Syringa vulgaris je veliki listopadni grm ili maleno stablo, koje naraste do 6-7 m visine, proizvodi sekundarne izbojke, s promjerom stabla do 20 cm. Kora je sivo u sivo-smeđa, glatka, kod starijih stabala uzdužno izbrazdana, sklona ljuštenju. Listovi su jednostavni, 4-12 cm (2-5) i u 3-8 cm široki, svjetlo zelene boje.

## Sastav
Cvjetovi sadrže eterično ulje, listovi i kora glikozide sinigrin, siringin, siringopikrin. Sadrži i farnezol.

## Ljekovitost
Koristi se i kao ljekovita biljka.
Cvjetovi imaju dijaforetički, antimalarijski i analgetski učinak. Lišće doprinosi zrenju čireva i čisti ih od gnoja.
Infuzija cvijeća koja se koristi kod krvavog kašlja i bolesti bubrega, te u mješavini s cvjetovima lipe  - kao dijaforetik i antimalarik. Listovi su dio mješavine biljaka koja se koristi u tradicionalnoj medicini u liječenju plućne tuberkuloze. Zdrobljeno lišće primjenjuju se na rane za njihovo brže ozdravljenje, a melem od cvijeća se koristi za trljanje kod reumatizma. Listovi su korišteni za liječenje malarije.
Unutarnja primjena zahtijeva oprez zbog otrovnosti biljke.

## Vanjske poveznice
- Syringa vulgaris - L., pfaf.org